# Балон, Клод
Кло́д Балло́н (фр. Claude Ballon; возможно и написание Balon; приблизительно 1671, Париж, — 9 мая 1744, Париж, по другим версиям, место смерти Версаль) — французский балетный артист и балетмейстер. Во многих источниках он ошибочно называется Жаном Балоном (Jean Balon) с датами жизни 1676—1739. Но французскими архивистами и искусствоведами установлено, что это один и тот же человек.

## Биография
Клод Баллон родился в артистической семье: его отец Франсуа Баллон и дед Антуан Баллон были известны как постановщики танцев и балов при королевском дворе. Сам Клод, наследуя семейной профессии, дебютировал в Версале в 1686 году в «Балете Юности» (Ballet de la Jeunesse), после чего (по сведениям Оксфордского словаря — c 1690 года в постановке Cadmus et Hermione) продолжил танцевальную карьеру в Королевской академии музыки в Париже, где работал под директорством Луи Пекура и где стал одним из самых выдающихся танцовщиков своего времени. В течение 1691—1710 гг. он принимал участие в создании и исполнении огромного количестве опер и опер-балетов, шедших на этой сцене. В основном это были произведения композиторов Люлли, Кампра и Детуша. Среди партнёров по сцене: М.Блонди (он же соперник по ролям), М.-Т. Де Сюблини, Ф.Прево.
Одновременно много выступал при французском королевском дворе Людовика XIV, и сам король нередко был его зрителем. В 1699 году он предстал в Лондоне перед королём Англии  Вильгельмом III.
В 1712 году (или около того) он ушел из Парижской оперы и стал с огромным успехом выступать до 1714 года при дворе герцогини дю Мэн (Duchesse du Maine).
Он также преподавал танцевальное искусство. Среди его знаменитых учеников была Мари Сале.
Однако главными его учениками были не артисты, а принцы и принцессы. В 1715 году именно на нём остановил свой выбор Людовик XIV для преподавания танцев своему тогда пятилетнему правнуку, будущему королю Франции Людовику XV. А несколько позже Клод Баллон преподавал танцы супруге Людовика XV Марии Лещинской, а потом и их детям, получив в 1731 году официальный пост учителя танцев «детей Франции».
В 1719 году Клод Баллон занял пост королевского балетного постановщика, а по смерти П. Бошана (также называем Бошан) стал директором Королевской академии танца.
Есть предположение, что балетный термин «баллон» (особый способ отталкивания от пола перед высоким прыжком и сохранение в прыжке той же позы, что была при отталкивании, умение зафиксировать позу в прыжке) произошел от имени Клода Баллона. Однако это лишь версия, французское слово ballon означает «шар», «мяч» — и вполне возможно, что этимология слова лежит в этом русле.